# ليزوفوسفاتيديل-كولين

التركيب الكيميائي العام لليزوفوسفاتيديل كولين حيث R هي سلسلة الأحماض الدهنية المتغيرة

ليزوفوسفاتيديل كولين (بالإنجليزية: Lysophosphatidylcholine)‏‏(LPC ،lysoPC)، وتسمى أيضًا ليزوليسيثين وهي فئة من المركبات الكيميائية المشتقة من فوسفاتيديل كولين.

## نظرة عامة
يُنتج ليزوفوسفاتيديل كولين عن طريق عملية التحلل المائي الجزئي لفوسفاتيديل كولين والتي يتم فيها إزالة إحدى مجموعات الأحماض الدهنية، يكون التحلل المائي بشكل عام نتيجة لعمل إنزيم الفوسفوليباز A2. ومن خصائص الليزوفوسفاتيديل كولين أنه ينشط الخلايا البطانية أثناء تصلب الشرايين المبكر ويحفز دفاع الخلايا البلعمية عندما تطلقها الخلايا الاستماتية، يمكن أيضا استخدام LPC في المختبر ليقوم بإزالة الميالين من شرائح الدماغ لتقليد آثار أمراض إزالة الميالين مثل التصلب المتعدد، ومن المعروف أنه يحفز الخلايا البلعمية من غلاف الميالين ويمكن أن يغير الخصائص السطحية لخلايا الدم الحمراء، يُعتقد أن إزالة الميالين الناجم عن LPC تحدث من خلال إجراءات الخلايا البلعمية والخلايا الدبقية الصغيرة التي تُرى البلعم القريب من الميالين، ويعتقد أيضًا أن الخلايا التائية الغازية تتوسط في هذه العملية، تستخدم البكتيريا مثل «الفيلقية المستروحة» المنتجات النهائية من فوسفوليبيز A2 (الأحماض الدهنية و ليزوفوسفوليبيد) لتسبب موت الخلايا العائلة (البلاعم) من خلال إطلاق السيتوكروم C.
يوجد LPC على شكل فوسفوليبيدات ثانوية في غشاء الخلية (≤ 3٪) وفي بلازما الدم (8-12٪). نظرًا لأن LPC يتم استقلابه بسرعة عن طريق ليزوفوسفوليبز وأسيل ترانسفيرز-LPC فإنه يدوم لفترة قصيرة فقط في الجسم الحي، من خلال استبدال مجموعة أسيل داخل LPC بمجموعة ألكيل تم تصنيع ألكيل-ليزوفوسفولبييد (ALP)، نظائر LPC مستقرة في عملية الأيض ومنها ماهو تحت البحث والتطوير مثل إديلفوسين وميلتيفوسين وبيريفوسين وذلك لكي تستخدم كأدوية ضد السرطان وأمراض أخرى، اُكتشِف أن معالجة ليزوفوسفاتيديل كولين هي عنصر أساسي لتطور الدماغ البشري الطبيعي: أولئك الذين ولدوا بجينات تمنع الامتصاص الكافي يعانون من صغر الرأس المميت.
يحدث LPC في العديد من الأطعمة بشكل طبيعي، في النشا: الطبعة الثالثة للكيمياء والتكنولوجيا في الصفحة 592 ذكر المؤلفون أن ليزوفوسفاتيديل كولين يشكل حوالي 70% من الدهون في نشا الشوفان.
تُعتبر القدرات المضادة للسرطان لمتغيرات LPC الاصطناعية خاصة لأنها لا تستهدف الحمض النووي للخلية ولكنها تدخل في غشاء البلازما وتسبب موت الخلايا المبرمج من خلال التأثير على العديد من مسارات الإشارة، لذلك تكون آثارها مستقلة عن حالة تكاثر الخلية السرطانية.

## التطبيقات الصناعية للإنزيمات التي تُنتج الليزوفوسفاتيديل كولين
إن زيت فودبرو ليزوماكسا هو مستحضر إنزيم الفوسفوليباز A2 التجاري المعتمد من قِبل إدارة الأغذية والعقاقير والذي يُستخدم لإزالة تكسير الزيوت النباتية في المنتجات على نطاق واسع لزيادة المحصول، تُعد الأشكال المختلفة من ليزوفوسفاتيديل كولين هي المنتجات الرئيسية لهذا الإنزيم، تمت دراسة ليزوفوسفاتيديل كولين كمنشط مناعي لتمييز الخلايا الأحادية إلى الخلايا التغصنية الناضجة، يضخم ليزوفوسفاتيديل كولين الموجود في الدم جينات TLR الميكروبية التي تسببها الاستجابات الالتهابية من الخلايا البشرية مثل الخلايا الظهارية المعوية والبلاعم/الوحيدات. وهذا له تأثير على تعفن الدم الناجم عن الميكروبات.

## التركيب في الأطعمة
يمثل ليزوفوسفاتيديل كولين نسبة 4.6% من الدهون الفوسفاتية الموجودة في زيت جوز الهند والتي تشكل 0.2% من الدهون في زيت جوز الهند، هذا مقارنة بالزيوت النباتية التي قد تحتوي على 2-3% فوسفوليبيدات.

## ليزوفوسفاتيديل كولين وتصلب الشرايين
تمت دراسة سمك بطانة الشريان لدي بعض المدخنين الشباب حيث يرتبط هذا السمك بشكل إيجابي مع انخفاض تدفق الدم، أشارت الأدلة إلى التدخين كعامل خطر رئيسي لزيادة مستويات إنزيم الفوسفوليباز A2 بسبب تأثير دخان التبغ على أكسدة جزيئات LDL المحتفظ بها في الجزء الداخلي من الشريان السباتي. مما قد يكون له تأثير ضار على الصحة العامة.